# أبو الفضل صلبي
أبو الفضل صلبي (بالفارسية: ابوالفضل صلبی) (28 نوفمبر 1924 – 26 أبريل 2020) هو لاعب كرة سلة إيراني. مثّل منتخب بلاده. شارك في دورة الألعاب الأولمبية الصيفية سنة 1948.

## روابط خارجية
- أبو الفضل صلبي على موقع سبورتس رفرنس (الإنجليزية)
- أبو الفضل صلبي على موقع أوليمبيديا (الإنجليزية)